# محمدحسین حیدریان
محمدحسین حیدریان (زادهٔ ۱۳۳۷ در سنقر - ) نمایندهٔ حوزهٔ انتخابیهٔ سنقر و کلیایی در دورهٔ هشتم مجلس شورای اسلامی بوده‌است.